# Anubhav Sinha
Anubhav Sinha né le 22 juin 1965 est un réalisateur, producteur et scénariste indien.

## Biographie
Anubhav Sinha est né à Allahabad en Uttar Pradesh  Il est allé au collège interministériel à Allahabad puis au Queen's College de Varanasi. Anubhav Sinha termine ses études en génie mécanique à l'Université musulmane d'Aligarh en 1982.

## Filmographie
- 2001 : Tum Bin
- 2003 : Aapko Pehle Bhi Kahin Dekha Hai
- 2005 : Dus
- 2006 : Tathastu
- 2007 : Cash
- 2011 : Ra.One
- 2016 : Tum Bin 2
- 2018 : Mulk
- 2019 : Article 15
- 2020 : Thappad
- 2022 : Anek
- 2023 : Bheed
- 2024 : IC 814: The Kandahar Hijack